# Alcelaphinae
Los alcelafinos (Alcelaphinae) son una subfamilia de mamíferos artiodáctilos de la familia Bovidae. Incluye los ñus, damaliscos, topis y otras especies similares.

## Clasificación
Según Mammal Species of the World la subfamilia Alcelaphinae se integra por cuatro géneros vivientes con 10 especies; además, se incluyen otros géneros y especies extintos. 
- Subfamilia Alcelaphinae
  - Género Alcelaphus
    - Alcelaphus buselaphus
    - Alcelaphus caama
    - Alcelaphus lichtensteinii

  - Género Beatragus
    - Beatragus hunteri
    - † Beatragus antiquus

  - Género Connochaetes
    - † Connochaetes africanus
    - † Connochaetes gentryi
    - Connochaetes gnou
    - Connochaetes taurinus

  - Género Damaliscus
    - Damaliscus korrigum
    - Damaliscus lunatus
    - † Damaliscus niro
    - Damaliscus pygargus
    - Damaliscus superstes

  - Género † Awashia
    - † Awashia suwai

  - Género † Damalacra
    - † Damalacra acalla
    - † Damalacra harrisi[2]

  - Género † Damalborea[3]
    - Damalborea elisabethae

  - Género †Damalops
    - † Damalops palaeindicus
    - † Damalops sidihakomai

  - Género † Megalotragus
    - † Megalotragus kattwinkeli
    - † Megalotragus priscus

  - Género † Oreonagor
    - † Oreonagor tournoueri

  - Género † Parestigorgon
  - Género † Parmularius
    - † Parmularius altidens
    - † Parmularius ambiquus
    - † Parmularius angusticornis
    - † Parmularius atlanticus
    - † Parmularius pachyceras
    - † Parmularius pandatus
    - † Parmularius rugosus

  - Género † Rabaticeras
    - † Rabaticeras arambourgi
    - † Rabaticeras lemutai

  - Género † Rhynotragus
  - Género † Rusingoryx[4]
    - † Rusingoryx atopocranion